# Xuân Lộc, Hậu Lộc
Xuân Lộc là một xã thuộc huyện Hậu Lộc, tỉnh Thanh Hóa, Việt Nam.

## Diện tích và dân số
Xã Xuân Lộc có diện tích 7,07 km².
Dân số của xã Xuân Lộc:
- Theo Tổng điều tra dân số năm 1999: 5.055 người[1].
- Theo Tổng điều tra dân số năm 2009: 4.619 người với 1.185 hộ gia đình, gồm 2.255 nam và 2.364 nữ[2].

## Địa giới hành chính
Xã Xuân Lộc nằm ở phía đông nam của huyện Hậu Lộc.
- Phía đông giáp xã Hòa Lộc, huyện Hậu Lộc;
- Phía nam giáp các xã Hoằng Yến và Hoằng Hà, huyện Hoằng Hóa;
- Phía tây giáp xã Hoằng Đạt, huyện Hoằng Hóa và xã Thuần Lộc, huyện Hậu Lộc;
- Phía bắc giáp thị trấn Hậu Lộc và xã Phú Lộc, huyện Hậu Lộc.

## Hành chính
Xã Xuân Lộc được chia thành 9 thôn: Bái Hà Xuân, Đông Thịnh, Đông Thượng, Hòa Lan, Phú Mỹ I, Phú Mỹ II, thôn 7, thôn 8, thôn 13.